# Хомут для Маркіза
«Хомут для Маркіза» (рос. «Хомут для Маркиза») — радянський художній фільм 1977 року, режисера Іллі Фреза.

## Сюжет
Сюжет розповідає про драматичну історію з життя десятирічного Родіона, позбавленого повноцінної батьківської уваги і любові. Єдиним другом якого є старий кінь Маркіз…

## У ролях
- Дмитро Замулін —  Родіон
- Анатолій Кузнецов —  Гнат Костиря, батько Родіона
- Ольга Остроумова —  Анна Іванівна, мати Родіона
- Юрій Мажуга —  Потейкін, міліціонер
- Володимир Сєдов —  Щегловітов, тренер
- Ніна Антонова —  Лілька
- Борис Гітін —  Приходько
- Валентина Ананьїна — учителька

## Знімальна група
- Режисер:  Ілля Фрез
- Сценарист:  Микола Атаров
- Оператори:  Гасан Тутунов,  Олег Рунушкін
- Художник-постановник:  Олександр Діхтяр
- Композитор:  Ян Френкель
- Диригент:  Володимир Васильєв
- Директор картини: Станіслав Рожков